# Несущая платформа
Несу́щая пла́тформа — грузонесущий элемент роторных систем парковки автомобилей.

## Устройство
Несущая платформа включает:
- поддон, который обеспечивает общую жёсткость несущей платформы и непосредственно взаимодействует с перемещаемыми на ней автомобилями
- вспомогательные элементы, которые обеспечивают горизонтальность несущей платформы, а также её связь с основной конструкцией.